# Plaie opératoire

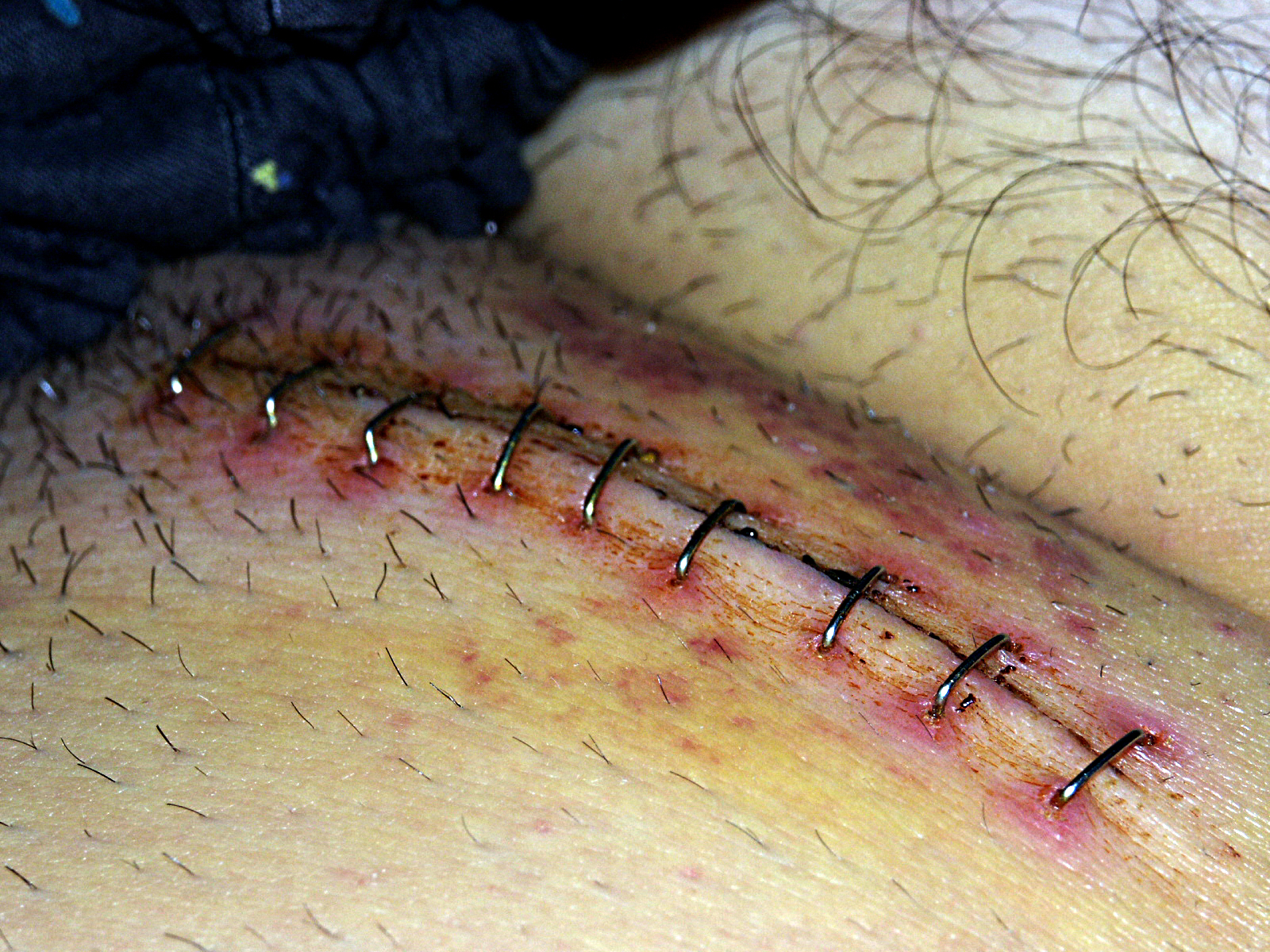
Plaie opératoire avec agrafes

Une plaie opératoire est définie comme étant une ouverture de la peau après une intervention chirurgicale.
La guérison idéale des plaies opératoires se fait en milieu humide.
D'après le conseil supérieur d'hygiène publique en France, il existe deux types d'infection des plaies opératoires:
- infection superficielle
- infection profonde